# Religion abrahamique

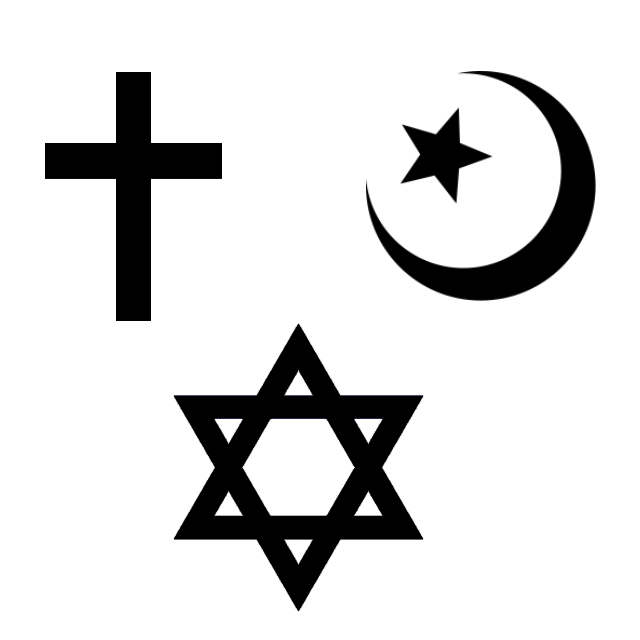
Les symboles des trois religions abrahamiques, christianisme, islam et judaïsme.

Les religions abrahamiques sont les trois groupes de religions monothéistes, judaïsme, christianisme et islam, en ce qu'elles revendiquent l'héritage d'Abraham, qui est appelé Ibrahim dans l'islam. En français, cette expression est apparue vers 1950 dans des études d'islamologie pour désigner la religion d'Abraham telle que l'islam la conçoit et suppose qu'elle est le noyau commun avec le judaïsme et le christianisme. Il s'agit donc d'une expression principalement islamique qu'on ne retrouve pas dans le vocabulaire chrétien ou juif. 

## Terminologie
Dans l'approche comparatiste des « religions abrahamiques », les musulmans parlent aussi de « religions du Livre » dans la mesure où les textes et paroles sacrés de ces religions, respectivement le Tanakh, la Bible chrétienne, et le Coran, évoquent la figure d'Abraham. Il existe également d'autres religions abrahamiques plus minoritaires, comme le mandéisme, fondé sur l'enseignement de Jean-Baptiste, appelé Yahya en arabe, ou le samaritanisme, issu d’une rupture avec le judaïsme antique.
Au cours des années 1960-1970, l'expression « religion abrahamique » est principalement employée dans les études pseudo-comparées et comparées des trois religions portant sur les liens historiques, géographiques, culturels et doctrinaux entre judaïsme, christianisme et islam, ainsi que dans le cadre du dialogue inter-religieux entre judaïsme, christianisme et islam.
Les religions abrahamiques regroupent aujourd'hui la majorité des croyants monothéistes. Cependant, étant donné que le judaïsme, le christianisme et l'islam n'ont pas les mêmes façons de se référer à Abraham ou d'être monothéiste, et qu'elles n'ont pas les mêmes livres, le problème est de savoir où trouver la norme de ce que serait une religion abrahamique, monothéiste ou du livre. La portée de l'expression « religions abrahamiques » peut ainsi être envisagée de manières sensiblement différentes, et sa pertinence peut être contestée.
La conception islamique de la religion d'Abraham est centrée sur l'exigence de la reconnaissance d'un Dieu unique et la pratique exclusive de son culte, l'islam se présente comme le rétablissement de la « religion d'Abraham ».
Aujourd'hui, l'expression « religion abrahamique » peut aussi être employée pour désigner ce qui, selon les lieux, les auteurs et les époques, fut conçu comme ayant été la religion d'Abraham. Dès l'Antiquité, Abraham a été vu comme celui qui a commencé à connaître Dieu par son rapport au monde sans avoir reçu de révélation. Cette « religion d'Abraham » ou « religion abrahamique » fut un thème du prosélytisme juif puis chrétien auprès des Grecs, thème avec lequel la philosophie était présentée comme une connaissance naturelle de Dieu, semblable à celle d'Abraham et préparatoire à l'accueil de la révélation. Le thème judéo-chrétien d'une connaissance naturelle de Dieu par Abraham a connu d'autres développements en Europe, au Moyen Âge et jusqu'à l'époque moderne, notamment chez Leibniz.
Dans le domaine des études philosophiques, Rémi Brague emploi le terme « abrahamisme » pour désigner une forme de « sagesse du monde » fondée sur les écritures dans les religions révélées ou abrahamiques, et dont il décrit les développements en rapport à d'autres modèles de sagesse, notamment celui d'une sagesse platonicienne du monde qui se prend principalement du Timée de Platon et de ses interprétations ultérieures. En un sens voisin, Jacques Derrida parlait d'« hybridation gréco-abrahamique » pour décrire la culture dominant le monde actuel comme résultant d'un mélange continuel de positions philosophiques grecques revues à l'aune de celles des religions abrahamiques et inversement.

## Étude comparée du judaïsme, du christianisme et de l'islam

### De l'islamologie à l'étude des religions

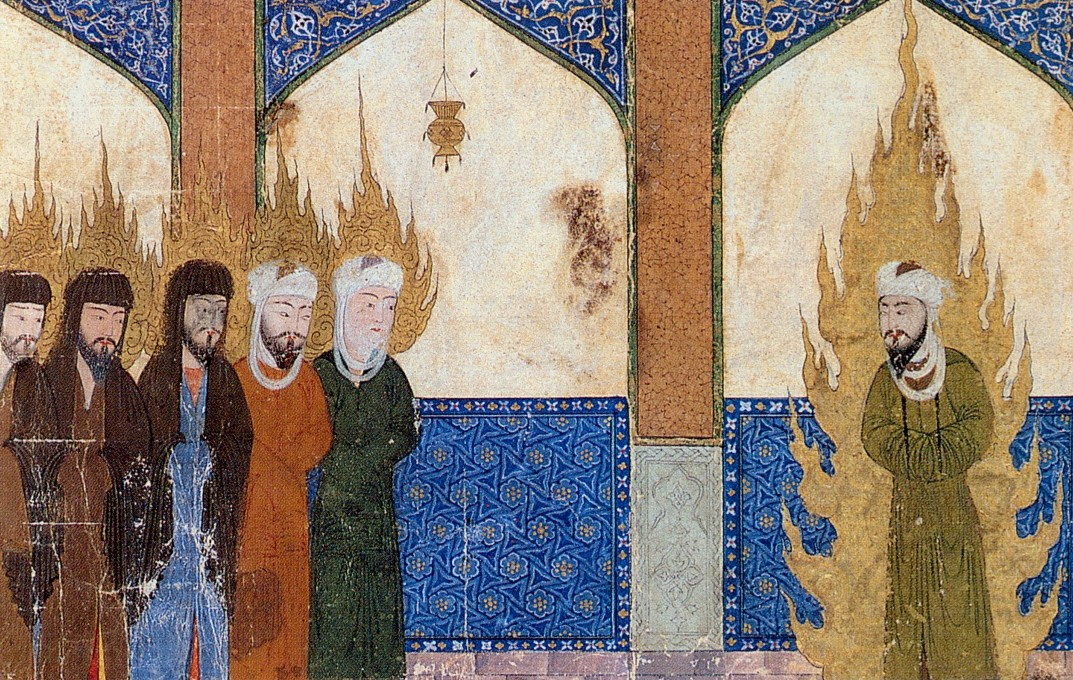
Mahomet conduisant les prophètes de l'islam, dont Abraham, Moïse et Jésus, dans la prière. Illustration d'un manuscrit médiéval persan.

L'expression « religion abrahamique » apparaît dans les années 1950. Son usage se répand progressivement sans qu'elle fasse l'objet d'une définition précise. Parmi les premières publications où apparaît l'expression « religion abrahamique » se trouvent celles du prêtre libanais Youakim Moubarac qui parle de « religion abrahamique » au singulier. L'expression désigne chez lui la « religion d'Abraham » décrite à partir de sources islamiques. Dans ces mêmes années, l'orientaliste Émile Dermenghem (1892-1971) parle de « religions abrahamiques » au pluriel. Il s'agit du judaïsme, du christianisme et de l'islam.
Dans le monde des études universitaires et en marge de celui-ci, les publications dont l'objet est de présenter conjointement le judaïsme, le christianisme et l'islam se sont multipliées au cours des années 1970-1980. Cette manière relativement nouvelle d'aborder les traditions judéo-chrétiennes et l'islam apparaît dans le contexte historique de décolonisation et de l'intensification du conflit israélo-palestinien. Les premières initiatives de ce genre sont signées d'islamologues, tels que Henri Corbin (1903-1978), Roger Arnaldez (1911-2006) ou Denise Masson (1901-1994), dont les œuvres avaient été reconnues et saluées des deux rives de la Méditerranée. À la suite de Louis Massignon (1883-1962), ils faisaient partie d'un milieu d'intellectuels catholiques qui se sont engagés pour une meilleure compréhension et estime réciproque entre chrétiens et musulmans. Leurs écrits entérinent l'usage de parler de « religions du livre » ou de « religions d'Abraham » pour traiter de ce qui était alors envisagé comme « religions monothéistes ».
Dans les années 1970, un groupement d'universitaires dénommé « Université Saint-Jean de Jérusalem » et consacré à la recherche sur les « religions du livre », avait été créé à l'initiative d'Henri Corbin. Le même Henri Corbin a ensuite participé à la création du Centre d'études pour les religions du Livre à l'École Pratique des Hautes Études.
En 1983, Roger Arnaldez a publié Trois messagers pour un seul Dieu. La même année, Denise Masson faisait elle aussi apparaître le nombre trois dans le titre de son livre : Les trois voies de l'unique. Elle insistait dans ce livre sur les points communs des révélations, notamment la figure d'Abraham. Cette façon d'envisager trois religions monothéistes à partir des expressions « religion d'Abraham » ou « religion du livre », issues de l'islam dépasse rapidement le cadre des travaux des islamologues et se développe dans des publications de théologie chrétienne. Ainsi, en 1987, le théologien protestant Gérard Siegwalt a proposé de parler de « trois religions abrahamiques » au sens où les trois religions monothéistes comporteraient une référence normative à la foi d'Abraham. La même année était lancée la collection Fils d'Abraham par le centre d'études bibliques de l'Abbaye bénédictine de Maredsous en Belgique. Le volume introductif de cette collection porte le titre de Fils d'Abraham. Panorama des communautés juives, chrétiennes et musulmanes. L'expression « religion abrahamique » devient ensuite très fréquente, elle est employée par exemple dans un collectif de 1999 dirigé par Joseph Doré. La proposition de parler de religions abrahamiques est renouvelée par le dominicain Claude Greffré dans un essai de « théologie interreligieuse » publié en 2006.
Aux États-Unis, ce même thème a été l'objet d'un collectif publié à New-York. Le judaïsme, le christianisme et l'islam y sont considérés comme « trois voies vers un seul Dieu ». Douze représentants des trois principales religions monothéistes y cherchaient une compréhension commune de leur foi et s'interrogeaient sur le rôle des religions monothéistes dans la situation géopolitique de l'époque. Enfin, il est encore possible de signaler l'ouvrage du psychanalyste Daniel Sibony, auteur issu d'une famille juive marocaine, intitulé Les trois monothéismes, Juifs, chrétiens et musulmans, entre leurs sources et leurs destins. Celui-ci semble le premier à avoir fait paraître l'expression « trois monothéismes » dans un titre de livre.

### Trois expressions pour désigner trois religions

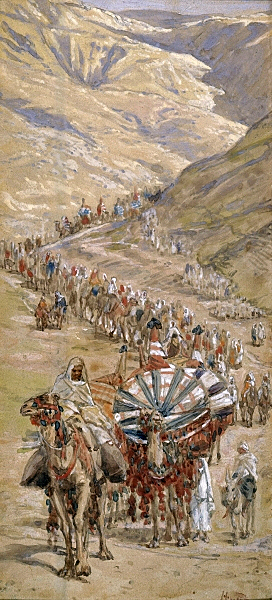
La caravane d'Abraham, par James Tissot vers 1900. Jewish Museum, New York.

Dans Du Dieu des chrétiens, et d'un ou deux autres, Rémi Brague commente les trois expressions les plus couramment employées aujourd'hui pour désigner conjointement le judaïsme, le christianisme et l'islam : « les trois monothéismes », « les trois religions d'Abraham » et « les trois religions du livre ». Ces expressions mettent en avant des caractéristiques communes aux trois religions. Toutes trois ont en effet un livre, elles font référence à Abraham et elles reconnaissent un Dieu unique. Cependant Rémi Brague estime que ces expressions sont « trompeuses et dangereuses » car elles suggèrent que ces trois religions ont en commun ce que visent ces expressions, alors que leur manière d’être monothéiste, de se référer à Abraham ou d’avoir un livre sont précisément des « pommes de discordes ». Ces expressions auraient ainsi tendance à masquer ce qui pose problème dans les rapports entre ces religions en les réduisant aux plus petits dénominateurs communs, ces derniers n'étant d'aucune des trois religions. Inversement, ce qu'il est possible de compter comme religions abrahamiques, religions du livre ou religions monothéistes dépasse largement le cadre des trois religions pour lesquelles ces expressions ont été forgées.
L'expression « religion du Livre » peut être considérée comme une extrapolation de celle de « gens du Livre » qui se trouve dans le Coran et qui semble y désigner les juifs, les chrétiens (sous le nom de Nazôréens) et les Sabéens. Le livre des « religions du livre » serait alors la Bible, c'est-à-dire un ensemble de livres. Mais puisque l'on qualifie, non pas seulement le judaïsme et le christianisme, mais aussi l'islam de « religion du livre », cette expression ne peut plus faire référence à l'idée coranique de « Gens du Livre », car le livre des Musulmans n'est pas la Bible mais le Coran. Comprise en ce sens, l'expression « religion du Livre » ne désigne plus seulement les religions qui ont la Bible, mais toutes les religions qui ont des écritures, c'est-à-dire la quasi-totalité des religions postérieures à l'invention de l'écriture.
Pour Pierre Gisel, judaïsme, christianisme et islam « présentent trois manières différentes d'être religion du livre. » Non seulement par ce que ni leurs livres, ni leur vision de Dieu, de l'humain, du monde ou de leurs rapports ne sont identiques, mais aussi parce que « le statut du livre n'est pas identique dans les trois dispositions religieuses qui y sont liées ». Selon Pierre Gisel, « L'islam est par excellence une religion d'un livre : il naît du Coran et s'appuie sur lui ». Dans l'islam toutes les écritures antérieures ont été minimisées et remplacées par le Coran. Le statut de religion du livre est plus complexe à saisir pour le judaïsme et le christianisme. Ils peuvent être pensés comme religions de la parole plutôt que du livre. S'il fallait trouver des expressions pour le judaïsme et le christianisme qui aient la portée de celle de « religion du livre » pour l'islam, il serait plus exact de parler de « religion de la Torah » pour le judaïsme et de « religion du Christ » pour le christianisme.
De la même manière l'expression « religions d'Abraham » est ambiguë car elle n'a pas nécessairement la même valeur dans les différentes religions. Dans le Coran, elle désigne clairement le monothéisme, et c'est à partir du Coran que se prend l'équivalence entre « religion d'Abraham » et « religion monothéiste ». La figure d'Abraham n'est cependant pas spontanément associable au monothéisme dans le judaïsme et le christianisme. Elle est plutôt de l'ordre de celle du « père du peuple juif » dans le judaïsme, tandis que dans le christianisme, interprétée à partir de la Lettre aux Hébreux, Abraham est l'image exemplaire du croyant, la foi relevant ici de la confiance et de l'obéissance, cependant « il ne s'inscrivait encore nullement dans l'exigence monothéiste du Dieu unique de tous les hommes ».

### Combien de religions?
Si l'on considère que le champ d'étude des religions dites abrahamiques est celui des religions faisant référence à Abraham ou s'étant développées en rapport et à partir des traditions juives, chrétiennes et musulmanes, il semble nécessaire de considérer beaucoup plus que trois religions.

Parmi les mouvements considérés comme issus de l'islam figurent la religion des Druzes, née de l'islam chiite ismaélien entre les IXe et Xe siècles ; le sikhisme, religion moniste au XVIe siècle et qui reprend le monothéisme sans représentation plastique de Dieu comme c'est le cas dans l'islam ainsi que la théorie des réincarnations de l'âme et du Moksha comme le propose l'hindouisme ; ou encore, le bahaïsme né au XIXe siècle des écrits et de l'expérience spirituelle de Baha'u'llah. Dans ces courants religieux, le Coran n'occupe pas la place centrale qu'il a dans le chiisme et le sunnisme. Ces mouvements peuvent-ils donc être considérés sans ambiguïté comme relevant de l'islam ? La question se pose en particulier pour la religion des Druzes, considérée comme un islam hétérodoxe. Le bahaïsme se définit quant à lui comme plus distinct de l'islam, le Coran y étant aboli tout comme la charia. Il conserve de l'islam la revendication d'être la « religion d'Abraham », mais au même titre qu'il serait religion d'Adam, de Moïse, de Jésus ou de Mahomet. Chacune de ces figures est considérée comme une « manifestation » envoyé par Dieu : 

« Régulièrement, Dieu envoie à l'humanité une Manifestation adaptée aux besoins du temps et au degré d'avancement de la civilisation. Adam fut la Manifestation de l'âge préhistorique ; puis vinrent Noé, Abraham, Moïse, Bouddha, Zoroastre, Jésus, Muhammad et enfin, le Bāb et Baha'u'llah. Plus récemment, les Baha'is ont pris l'habitude - un peu curieuse - d'inclure dans cette théorie la figure mythique de Krishna. »

— Christian Cannuyer, Les Baha'is, 1987.
La difficulté de délimiter le champ de ce que seraient les religions abrahamiques se pose aussi pour les confessions chrétiennes. Au IIIe siècle, le Manichéisme reprenait des éléments du christianisme mais la figure de Jésus y était interprétée en rapport à des révélations reçues par Mani et non reconnues par les chrétiens. À l'époque moderne, à la suite du mouvement de « confessionnalisation » lié à la Réforme protestante sont nées de très nombreuses Églises. Malgré leurs divisions, la plupart des Églises chrétiennes se reconnaissent mutuellement comme chrétiennes. Il existe cependant des courants religieux qui, tout en empruntant au christianisme, n'ont pas ou ne cherchent pas cette reconnaissance, de sorte qu'ils peuvent être considérés comme d'autres religions. C'est en particulier le cas des Mormons, l'Église de Jésus-Christ des saints des derniers jours. Fondée par Joseph Smith en 1830, cette église dispose d'écritures qui lui sont propres tout en ayant conservé la Bible chrétienne. Ses membres considèrent les écritures qui leur sont propres comme très anciennes en ce qu'elles seraient des traductions inspirées de manuscrits antiques. Parmi ces textes se trouve le livre de Mormon, d'où vient le nom de Mormons donné aux membres de cette religion, mais aussi le livre d'Abraham, une traduction par Joseph Smith de manuscrits égyptiens tenus pour avoir été écrits par Abraham lui-même.
Si l'on se contente de chercher à comprendre comment l'expression religions du livre pourrait s'appliquer au judaïsme au christianisme et à l'islam comme à trois religions du livre, Rémi Brague propose de considérer plutôt le chiffre de « deux et demi » ce qui évite de compter deux fois le même livre, dans la mesure où le christianisme a en commun avec le Judaïsme les livres formant l'Ancien Testament dans les Bibles chrétiennes.

### Religions occidentales

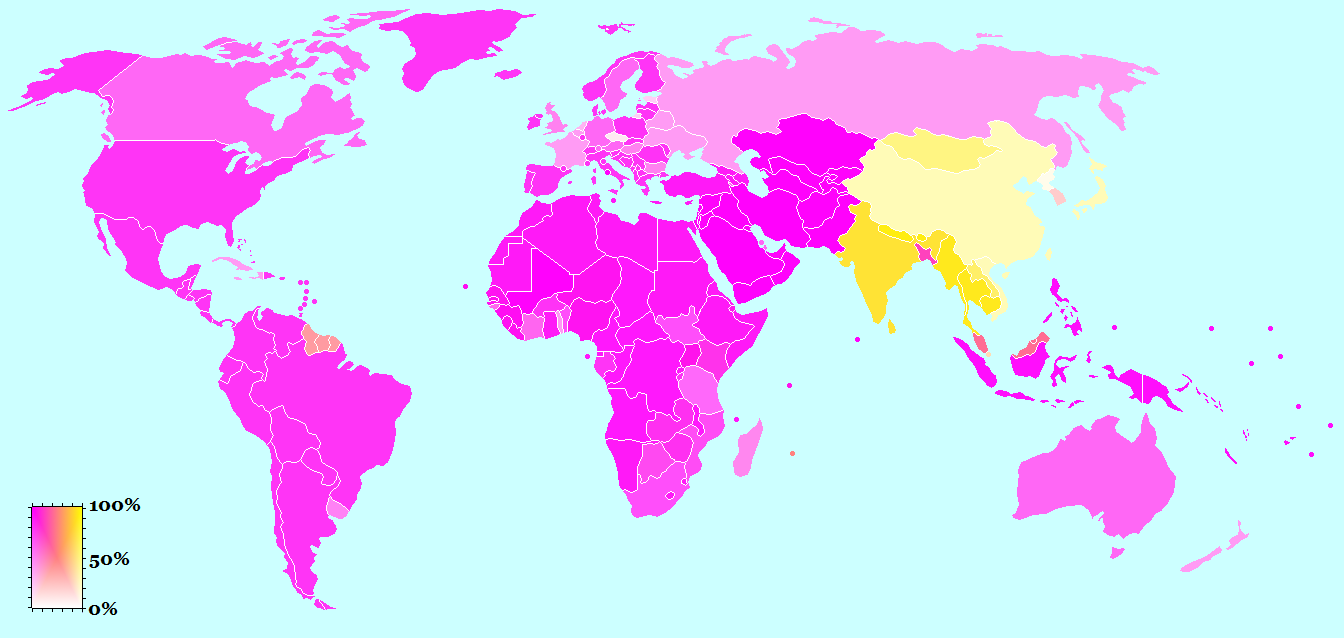
Carte indiquant la prévalence des religions occidentales et orientales.

En plus des expressions, « religions monothéistes », « religions d'Abraham » et « religions du livre », est parfois employée celle de « religions occidentales », plus particulièrement dans des études nord-américaines.
Cette expression désigne elle aussi, principalement le judaïsme, le christianisme et l'islam. Elle a l'avantage de se contenter de signaler leur origine géographique commune. On parle alors de « religions occidentales » comme il est possible de parler de religions orientales pour l'Asie du sud et de l'est ou des religions amérindiennes pour l'Amérique précolombienne, ou encore des religions de l'Afrique subsaharienne. L'inconvénient est que, si aujourd'hui il est possible de parler d'Occident au sens large pour le distinguer de l'Asie du sud et de l'est, d'autres lignes de partage entre Orient et Occident peuvent se concevoir. Celles-ci partagent autant le monde de tradition chrétienne pour lequel on parle de tradition latine et de tradition orientale, ou bien l'islam qui est envisagé principalement comme étant à l'Orient de l'Europe, bien qu'avec le Maghreb et la civilisation arabo-andalouse, il soit aussi possible de considérer un islam occidental.

## Diversité des figures d'Abraham
Les portraits d'Abraham ont leur origine dans des récits bibliques, en particulier ceux du livre de la Genèse où la figure d'Abraham n'est cependant pas homogène. En regard de ces textes, les traditions juives, chrétiennes et musulmanes ont développé des visages divers et contrastés d'Abraham, de sorte qu'il est impossible aujourd'hui d'établir une synthèse biographique d'Abraham cohérente ou qui ne contredirait pas des traits de la personnalité ou de la vie d'Abraham tenus pour essentiels par ailleurs.
Les traditions juives post-bibliques ont développé des aspects de la vie et de la personnalité d'Abraham sur lesquels le livre de la Genèse reste silencieux tandis qu'elles ont passé sous silence et parfois aussi corrigé des éléments donnés sur Abraham dans le livre de la Genèse. Les traditions chrétiennes sur Abraham se caractérisent principalement par un retour aux sources bibliques. Enfin, le Coran reprend des éléments des traditions judéo-chrétiennes sur Abraham, mais l'islam a rompu avec les sources de ces traditions, notamment celles bibliques, dans la mesure ou il rejette les écritures considérées comme falsifiées par les juifs et les chrétiens, tandis que la révélation du Coran est vue comme le rétablissement de la vérité et de la religion d'Abraham.

### Abraham dans le livre de la Genèse

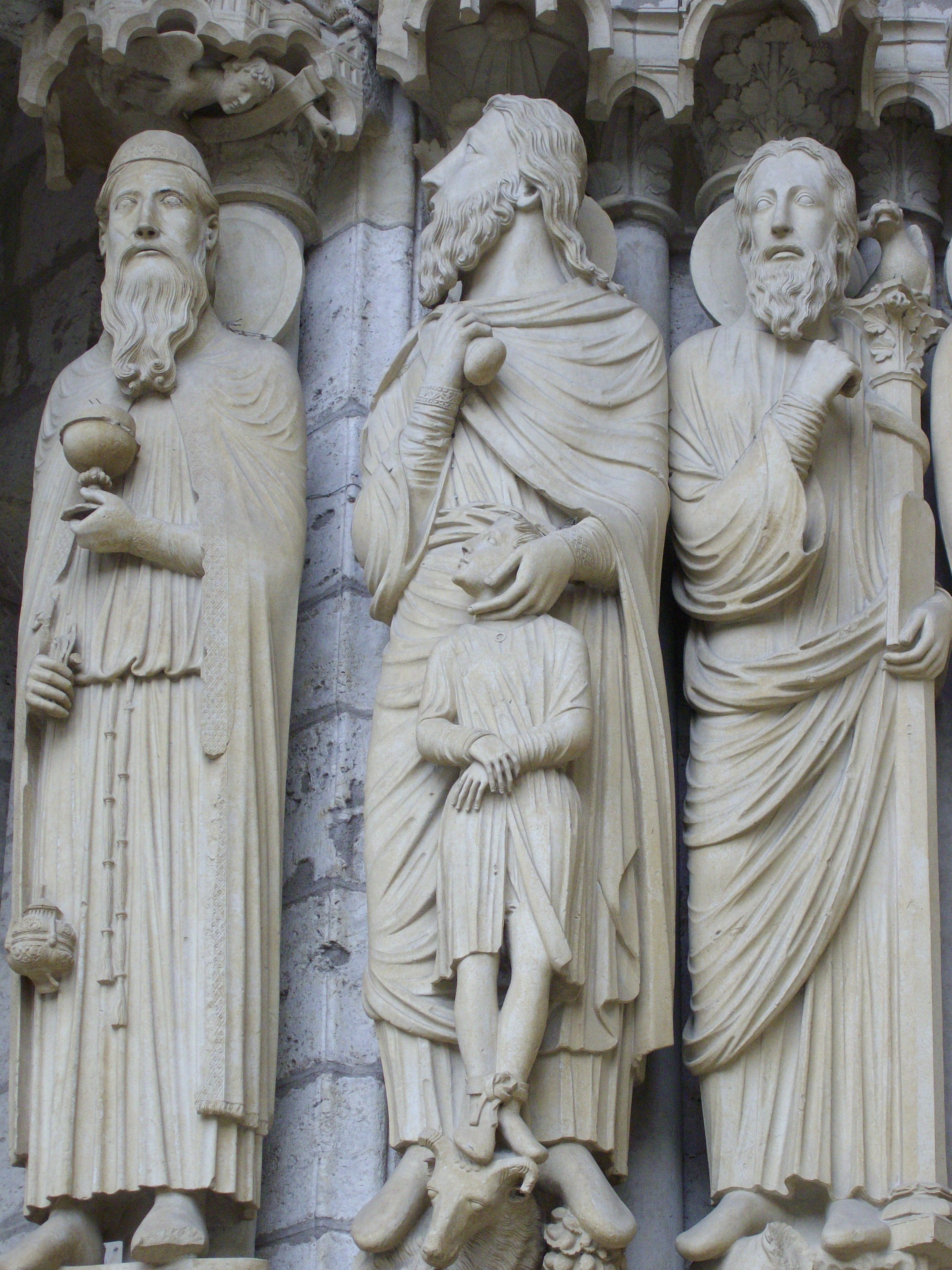
Abraham et Isaac entourés de Melchisédech (à gauche) et de Moïse (à droite). Cathédrale de Chartres, portail Nord.

#### Situation du cycle d'Abraham dans la Torah
Le livre de la Genèse fait partie d'un ensemble littéraire qui comprend les cinq premiers livres de la Bible : le Pentateuque. Selon l'hypothèse de l'Hexateuque, il se pourrait que, dans certaines de ses formes anciennes, cet ensemble ait compris six livres, avec le livre de Josué. Cet ensemble littéraire a une histoire rédactionnelle complexe qui s'étend de la fin VIIe siècle av. J.-C. au IIIe siècle av. J.-C. Le pentateuque est appelé Torah dans la tradition juive, c'est-à-dire la Loi. Il comprend des sections narratives qui racontent par cycles successifs les histoires des Patriarches et du peuple hébreu : notamment Noé, Abraham, Jacob et Joseph, et il se poursuit avec l'histoire de Moïse et du peuple au désert jusqu'à celle de Josué. Les sections narratives sont entrecoupées d'exposés de codes législatifs, mais il n'y a jamais de limite très claire entre les récits et les lois, l’énonciation de prescriptions juridiques ayant aussi souvent la forme d'un récit. L'histoire d'Abraham n'échappe pas à ce phénomène, elle est imbriquée dans un projet littéraire visant à énoncer la Loi et n'est pas, dans sa forme finale, antérieure aux autres parties de la Torah.
Le cycle d'Abraham s'étend sur les chapitres 12 à 25 du livre de la Genèse. La tendance des rédacteurs successifs est de conserver sans trop les modifier les traditions reçues de longue date pour les insérer dans un texte plus complet. Ainsi, malgré les reprises et les ajustements successifs des textes antérieurs, le texte final n'est pas entièrement cohérent : il conserve et fait se côtoyer une diversité de tendances théologiques et de styles. De ce fait le portrait d'Abraham qui en ressort n'est pas homogène.

#### L'historicité des récits
L'étude du livre de la Genèse n'apporte que peu de réponse à la question de l'historicité d'Abraham, néanmoins la mise en relation des récits qui le concernent avec les connaissances sur le contexte historique de leur rédaction permet de faire quelques hypothèses sur les raisons pour lesquelles le texte biblique prête telle ou telle caractéristique à la vie ou à la personnalité d'Abraham. À part son séjour en Égypte et les indications selon lesquelles il vient d'Ur et qu'il a séjourné à Harran, Abraham a un mode de vie stable, quasi-sédentaire ou lié à un territoire bien délimité, celui d'Hébron et de Mamré dans le sud de la Palestine. Au VIe siècle av. J.-C., différentes populations se côtoyaient dans cette région : les Ismaléites, les Édomites et les Judéens. Les Ismaélites sont les derniers arrivés. Il s'agit d'une fédération de tribus arabes, connues sous le nom « Shumu'il », et qui avait été repoussées de Transjordanie et d'Arabie, à la suite de la destruction des royaumes où elles étaient sédentaires, par les Assyriens et les Babyloniens. Parmi les indications du texte de la Genèse qui étayent cette hypothèse : six noms de « fils d'Ismaël » parmi ceux donnés en Gn 25,12-15 correspondent à des noms de ces tribus arabes connues par des sources assyriennes et babyloniennes. Par ailleurs dans des passages du livre d'Ezékiel remontant à cette même époque et dont les auteurs étaient probablement de Jérusalem, est dénoncé le « melting pot » et l'impureté de ceux qui à Hébron se considèrent comme les descendants d'Abraham, ce qui confirme l'idée d'une élaboration de l'histoire d'Abraham d'abord en fonction des enjeux locaux de cohabitation entre des populations d'origines diverses.

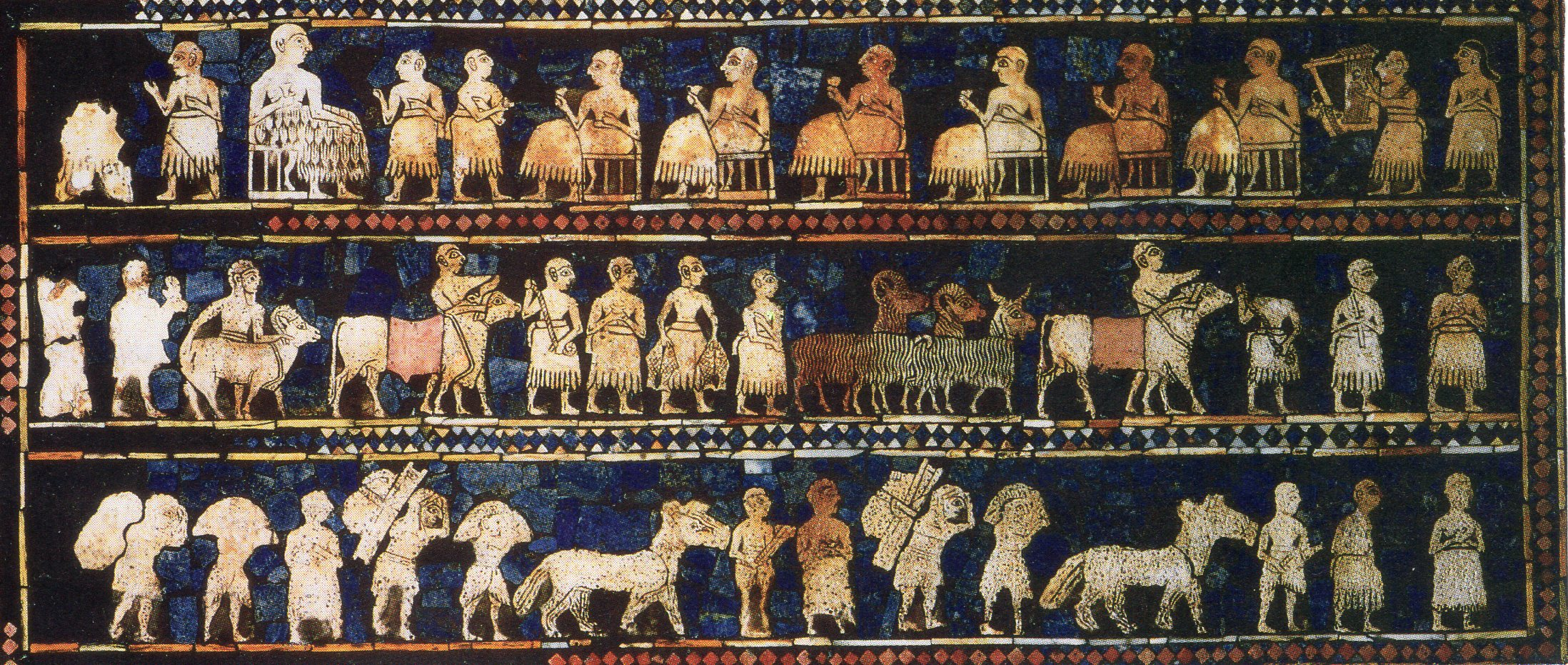
L'Étendard d'Ur, mosaïque sumérienne découverte dans une tombe du cimetière royal d'Ur.

D'après Albert de Pury, Abraham a probablement d'abord été « une figure à la fois folklorique et tutélaire, sorte de genius loci d’Hébron » que les populations fréquentant le sanctuaire et le marché d'Hébron connaissaient par les traditions orales de ce lieu. Les récits aux sources du texte de la Genèse en ont ensuite fait l'ancêtre commun des Ismaéliens et des Judéens. Le texte propose ainsi Abraham comme une figure « œcuménique » par laquelle ces populations sont apparentées. En ce sens il serait présenté comme « père de la multitude » par ce que la multitude doit se rassembler dans sa paternité. L'attribution d'une origine étrangère à Abraham - Ur en Mésopotamie -, et d'un séjour à Harran, établit un lien entre les descendants d'Abraham et les deux villes aux sanctuaires les plus prestigieux du monde sous domination babylonienne puis perse. Ces attributions vont dans le sens d'un projet politico-littéraire, qui pourrait avoir été soutenu, ou du moins bien vu par un pouvoir qui cherchait à unir les diverses civilisations du Moyen-Orient en une entité politique durable.

#### Thèmes de la vie d'Abraham dans les récits de la Genèse
Le livre de la Genèse fait le récit de la vie d'Abraham à la suite de l'appel de Dieu à quitter son pays. Cet appel s'accompagne d'une double promesse, celle d'un pays et celle d'une descendance. De ces récits émergent les thèmes qui seront pour les siècles avenir l'objet de discussions et d'extrapolations : la foi d'Abraham qui croit en la promesse, la bénédiction de Dieu qui accompagne cette promesse, ses pérégrinations vers la terre promisse, l'alliance plusieurs fois renouvelée de Dieu avec Abraham et sa descendance, sa paternité qui tarde à venir, le problème de savoir qui est l'héritier d'Abraham, etc.

##### Abraham le vieillard, le sage, le héros, etc.

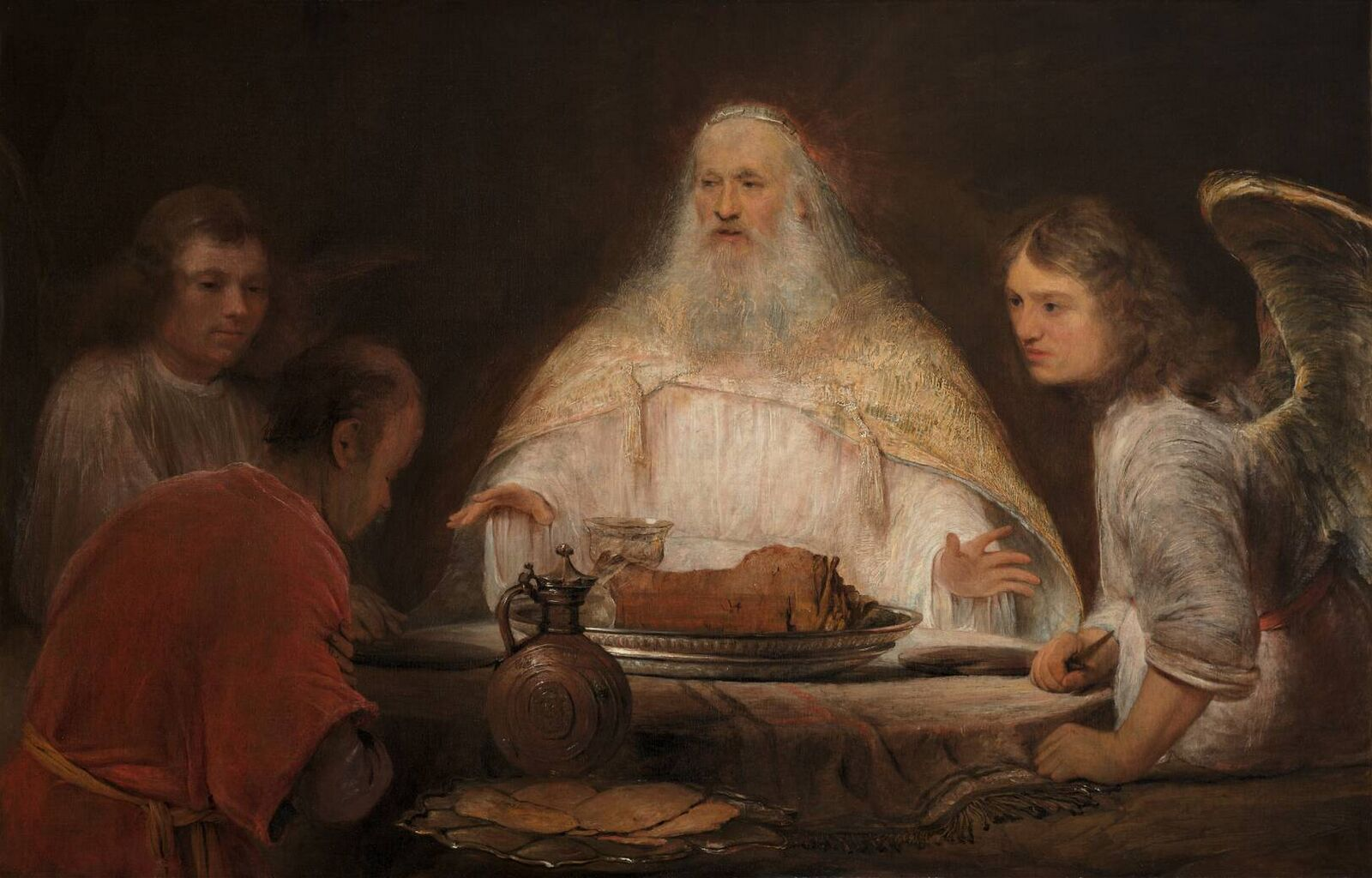
L'hospitalité d'Abraham, Arent de Gelder vers 1680.

Les événements de la vie d'Abraham ont été situés dans une chronologie faite de « chiffres ronds », sur une base de cent divisée en tranches de dix ans ou de vingt-cinq ans. Le texte signale ainsi qu'« Abraham avait soixante-quinze ans lorsqu'il quitta Harran ». Dix ans après son départ de Harran, sa femme Sarah étant toujours inféconde, il s'unit à Hagar et devient le père d'Ismaël l'année suivante. Abraham a cent ans lorsque naît Isaac, et il meurt exactement cent ans après avoir quitté Harran, à l'âge de cent-soixante-quinze ans. De cette façon le récit souligne quels sont les événements les plus importants de sa vie. Cependant cette mise en forme de l'histoire d'Abraham dans une trame chronologique globale n'efface pas la diversité des traditions et des récits qui ont été assemblés pour la constituer. Elle présente ainsi de nombreuses incohérences tant au niveau des âges donnés aux différents personnages que du caractère ou de la personnalité d'Abraham.
Abraham est de façon relativement homogène présenté comme un homme âgé, par contraste avec d'autres patriarches, notamment Jacob dont la Bible raconte surtout la jeunesse et décrit abondamment l'impétuosité. Abraham est pour sa part un homme calme, posé, qui n'a jamais un mot ou un geste de travers, ferme dans ses décisions et sans hésitations. Selon Jean Louis Ska : « le vieillard dans la Bible est un homme respecté et rarement contesté ». Les auteurs bibliques ont ainsi doté Abraham de la respectabilité due aux anciens et dont il est par exemple question dans le livre plus tardif du Siracide : « Comme le jugement convient aux cheveux blancs et aux anciens de savoir donner un conseil ! Comme la sagesse convient aux vieillards et aux gens honorés la réflexion et le conseil ! ». Il existe néanmoins quelques passages, qui ont rarement intéressé les commentateurs, mais qui occupent une place non négligeable dans le texte de la Genèse, où Abraham ne reçoit pas l'image d'un sage avisé : 

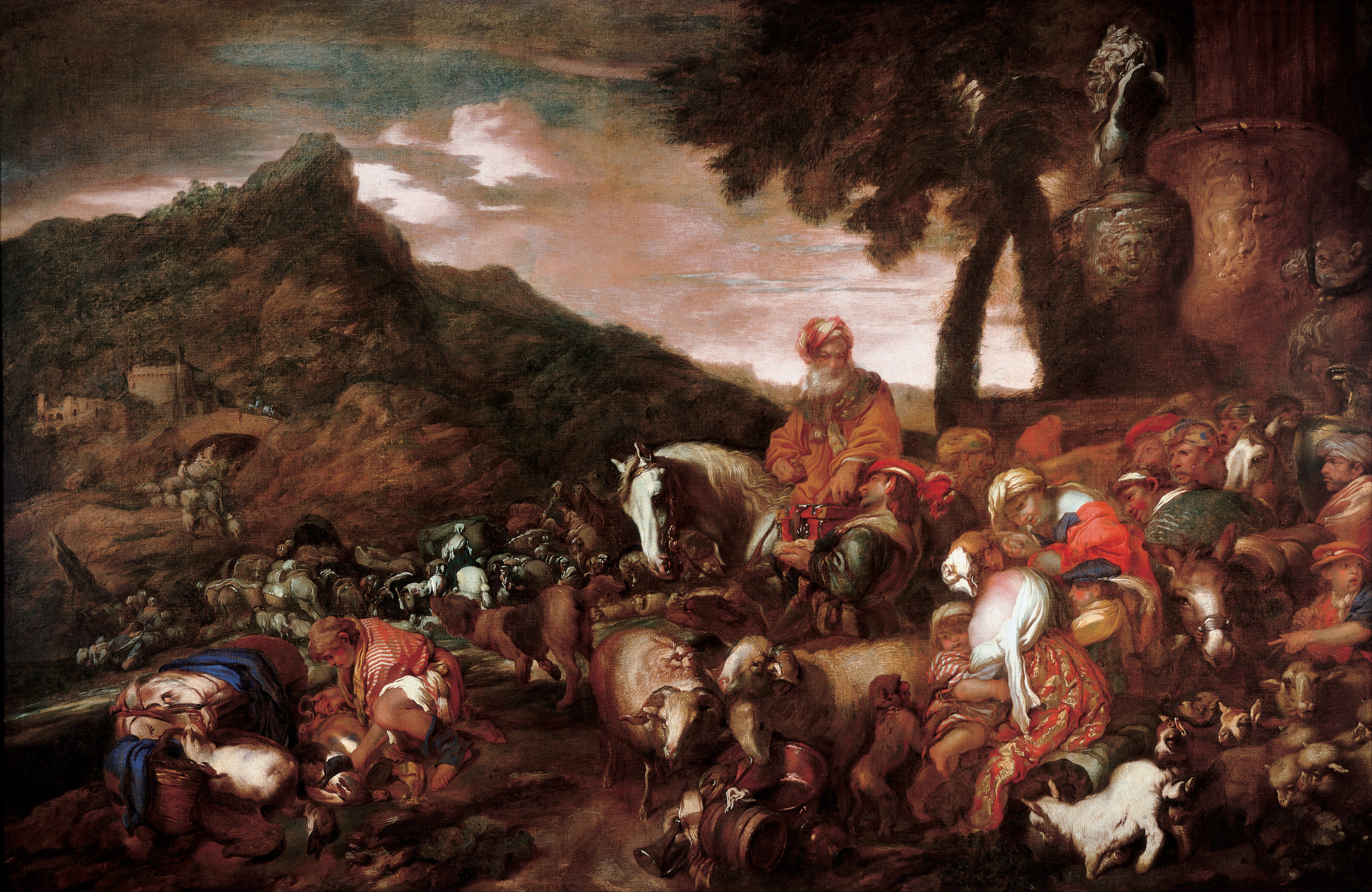
Les pérégrinations d'Abraham, Giovanni Benedetto Castiglione.

Dans ses premières pérégrinations, au chapitre 12, Abraham se rend avec Sara en Égypte. Celle-ci est jeune et belle, contrairement à ce qui sera affirmé quelques chapitres plus loin où il est dit qu'elle avait depuis longtemps passé l'âge d'enfanter. Le Pharaon la désire et Abraham ment en disant que c'est sa sœur afin de ne pas risquer de se faire tuer par celui qui voudrait prendre sa femme. Dieu intervient ensuite en frappant de plaies pharaon et sa maison avant que pharaon comprenne que Sara est la femme d'Abraham et qu'il les renvoie. Il s'agit d'un récit type que l'on trouve trois fois en Genèse avec différents personnages et des nuances sur « la morale de l'histoire ». Au chapitre 20, Abraham ne se rend plus en Égypte mais dans le pays de Nègueb et c'est Abimèlec, roi de Guerar, plutôt que Pharaon qui convoite Sara tandis qu'au chapitre 26, la même histoire met en jeu Isaac, puis une intervention divine prévient le roi qui comprend qu'on lui a menti, que cette femme n'est pas disponible puisqu'elle est déjà mariée, et il renvoie le couple avec des cadeaux. Dans ces passages, outre qu'il jouit d'une sorte de protection divine, Abraham se montre néanmoins lâche et menteur en contraste avec le courage dont il fait preuve au chapitre 14 pour aller faire la guerre au roi Kedorlaomer et d'autre rois pour libérer son neveu Loth.
Le récit de « guerre mondiale » qui occupe le chapitre 14 du livre de la Genèse est probablement issu d'une tradition autonome. Il est sans rapport avec ce qui précède et ce qui suit dans l'histoire d'Abraham : une guerre se déclenche, quatre rois contre cinq, qui dure quatorze ans, implique tous les peuples de la région et se conclut par la victoire de Kedorlaomer et de ses alliés. Les vainqueurs emportent tous les biens des villes de Sodome et de Gomorrhe ainsi que Loth et ses biens qui résidait alors à Gomorrhe. Abraham en est informé, il lève alors une armée de « trois-cent-dix-huit » hommes éprouvés, part affronter les rois vainqueurs, les poursuit jusqu'au nord de la Syrie et revient avec le butin ainsi que Lot et sa famille. Il rend aux autres rois leurs biens, ne prélevant que ce qu'à coûté de nourrir son armée. Ce récit montre Abraham comme un homme qui, mêlé aux conséquences d'une guerre qui ne le concernait pas à cause du sort fait à son neveu, se révèle être un vaillant guerrier, victorieux, magnanime et indépendant vis-à-vis des rois de la région.

##### La foi d'Abraham
Abraham ne fait aucune « profession de foi » dans le livre de la Genèse, il ne dit jamais ce en quoi il croit ou comment il croit. Ce qu'il est possible d'appeler la « foi d'Abraham » dans le livre de la Genèse se réfère principalement à son attitude lorsque Dieu l'appelle à quitter son pays : « Dieu dit à Abram : « va quitte, ton pays, ta parenté et de la maison de ton père, vers le pays que je te montrerai. Je te ferai devenir une grande nation, je te bénirai, je rendrai grand ton nom, tu seras une bénédiction. Je bénirai ceux qui te béniront et je maudirai ceux qui t'outrageront. Par toi seront bénies toutes les familles de la terre. » Abram s'en alla selon ce que Dieu lui avait dit ».
Plus loin, en 15,6, le texte dit : « il crut (èmounah) et cela lui fut compté comme justice ». Ce verset est cependant difficile à traduire. La première difficulté tient au terme hébreu èmounah, ici rendu par le verbe « croire ». C'est un mot proche du mot « Amen », la racine commune de ces mots désigne un « être ferme, solide » et il peut s'agir de croire autant que d'approuver. Ainsi, la foi dont il est ici question est d'abord quelque chose qui s'atteste dans une attitude et dans des faits. D'autre part, ce verset ne dit pas qui croit ou approuve quoi ou qui. Il peut donc signifier qu'« Abraham a cru en Dieu » ou « en la promesse », ou bien que « Dieu approuva (èmounah) Abraham et estima qu'il était juste », ou encore qu'« Abraham approuva la promesse et estima que c'était juste ». Néanmoins dans son contexte, alors que Dieu vient de renouveler sa promesse à Abraham, la foi ou l'approbation dont il est ici question désigne un rapport entre Dieu et Abraham. C'est une manière de vivre avec Dieu, une fidélité à Dieu qui a son image originelle dans la fidélité de Dieu envers son peuple.
Dans le livre de la Genèse le rapport entre Abraham et Dieu est fait d'un dialogue constant. Par ailleurs Abraham ne fait pas de discours sur Dieu et il ne combat jamais pour Dieu ou pour le respect de son culte.

##### Les fils d'Abraham
Au début du cycle biblique consacré aux patriarches dans le livre de la Genèse, Abraham porte le nom d'Abram, c'est-à-dire « Le Père est exalté ». Le nom d'Abraham qu'il reçoit ensuite signifie « père d'une multitude de nations » (Gn 17,5). L'engagement de Dieu devant Abraham à faire de lui « une grande nation » (Gn 12,2) et à multiplier sa descendance, « comme les étoiles du ciel et le sable au rivage de la mer » (Gn 22,17) est renouvelé de nombreuses fois dans le Livre de la Genèse.

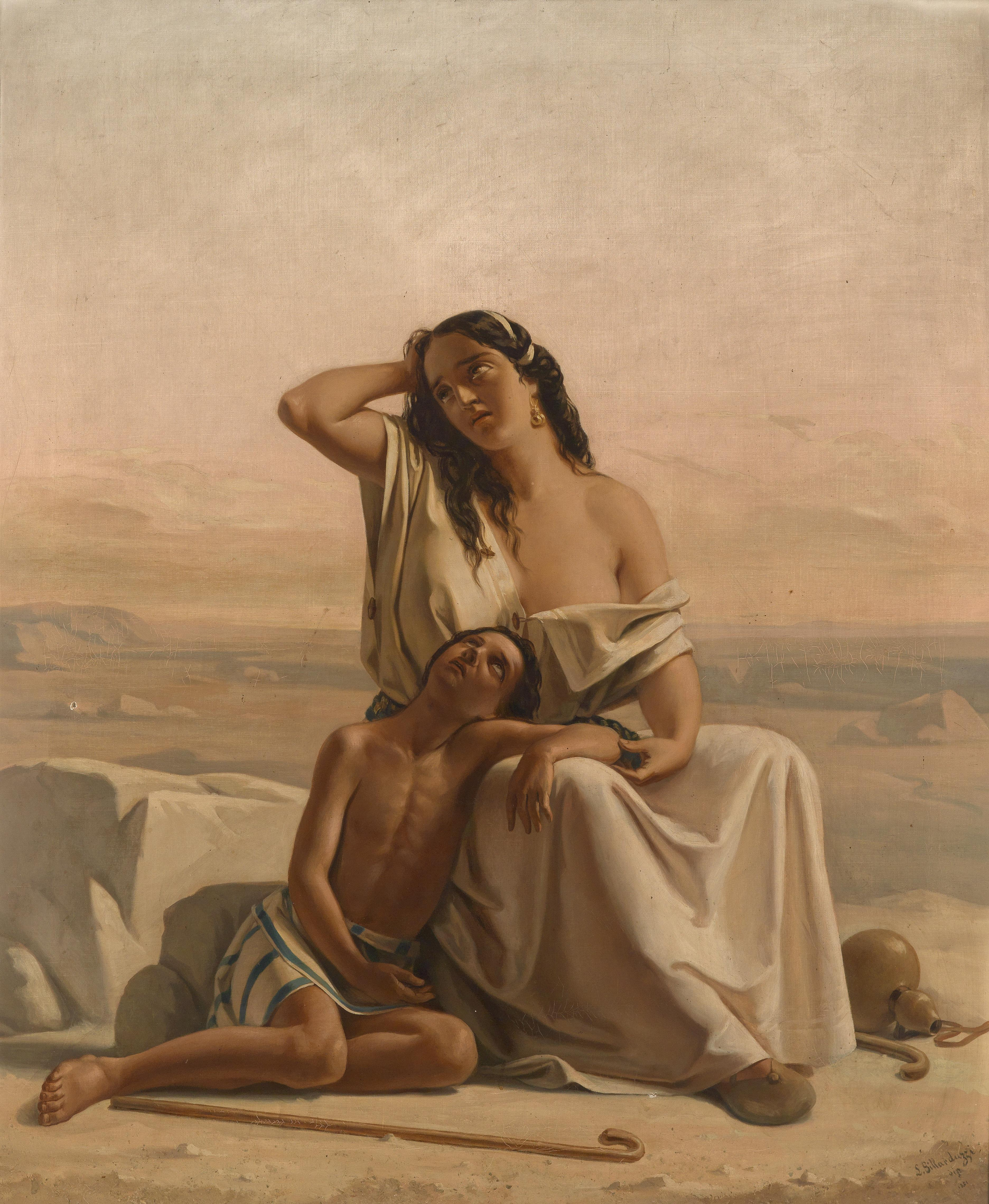
Hagar et Ismaël au désert.

La question de savoir qui sera l'héritier d'Abraham se pose tout au long du cycle. Deux héritiers potentiels d'Abraham sont successivement écartés : son neveu Lot qui le quitte pour aller vivre dans la vallée du Jourdain (Gn 13), puis Eliézer de Damas, serviteur d'Abraham qui pourrait être le « fils adoptif » auquel fait référence un verset : « Abram dit : « Voici que tu ne m'as pas donné de descendance et qu'un des gens de ma maison héritera de moi » (Gn 15,3). Alors qu'Abraham a quatre-vingt ans, Sarah est toujours inféconde. Celle-ci lui offre sa servante Agar pour qu'Abraham ait un fils. Une rivalité naît alors entre Sara et sa servante. Sarah humilie Agar qui s'enfuit au désert (Gn16, 1-16). L'ange de Dieu intervient pour qu'elle reviennent auprès d'Abraham et de Sara : « Voici que tu es enceinte et tu enfantera un fils, et tu l'appellera du nom d'Ismaël car le Seigneur a entendu le cri de ta misère. » Ismaël n'est cependant pas considéré comme l'héritier de la promesse. Dieu dit à Abraham qu'il lui donnera un fils de sa femme Sarah (17, 16). Au chêne de Mambré trois visiteurs viennent chez Abraham et lui annoncent que Sara aura un fils l'année suivante (18, 1-15). Sarah enfanta Isaac (21, 1-3). Après la naissance d'Isaac, le texte parle encore d'Ismaël et d'Agar renvoyés au désert par Abraham à la demande de Sarah (21,8-13). Alors qu'ils sont en détresse dans ce désert, Dieu entend la voix du garçon et s'engage à faire d'Ismaël une grande nation (21,18).

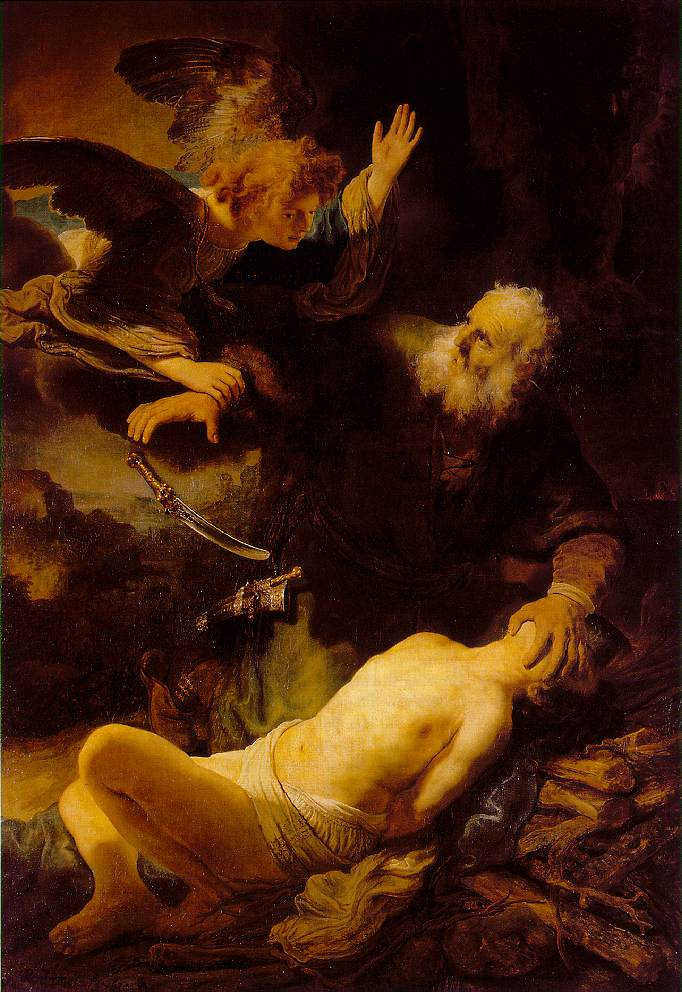
Sacrifice d'Isaac. Rembrandt

Le récit suivant est celui du sacrifice d'Isaac lorsque Dieu demande à Abraham de lui offrir son fils en holocauste, semblant rendre impossible la réalisation de la promesse. Cette demande est une épreuve qu'Abraham passe avec succès en acceptant de faire ce sacrifice. Dieu interrompt alors le sacrifice et un bélier est substitué a Isaac.

##### Abraham et la Loi de Dieu
Abraham paraît tout au long du récit être quelqu'un qui obéit très docilement, immédiatement et sans récriminer aux injonctions qui lui sont faites, que ce soit celles de Dieu ou celles de sa femme Sara. Il accepte notamment d'expulser Ismaël auquel il est très attaché à la demande de Sara et de sacrifier Isaac à la demande de Dieu. Les seules réserves dont il fait preuve est lorsqu'il demander un signe à Dieu de la réalisation de la promesse et lorsqu'il rit alors qu'on lui annonce qu'il sera père à l'âge de cent ans. Ce rire fut néanmoins aussi interprété dans un sens révérencieux ultérieurement considérant qu'Abraham se « réjouit » de ce qu'on lui annonce.

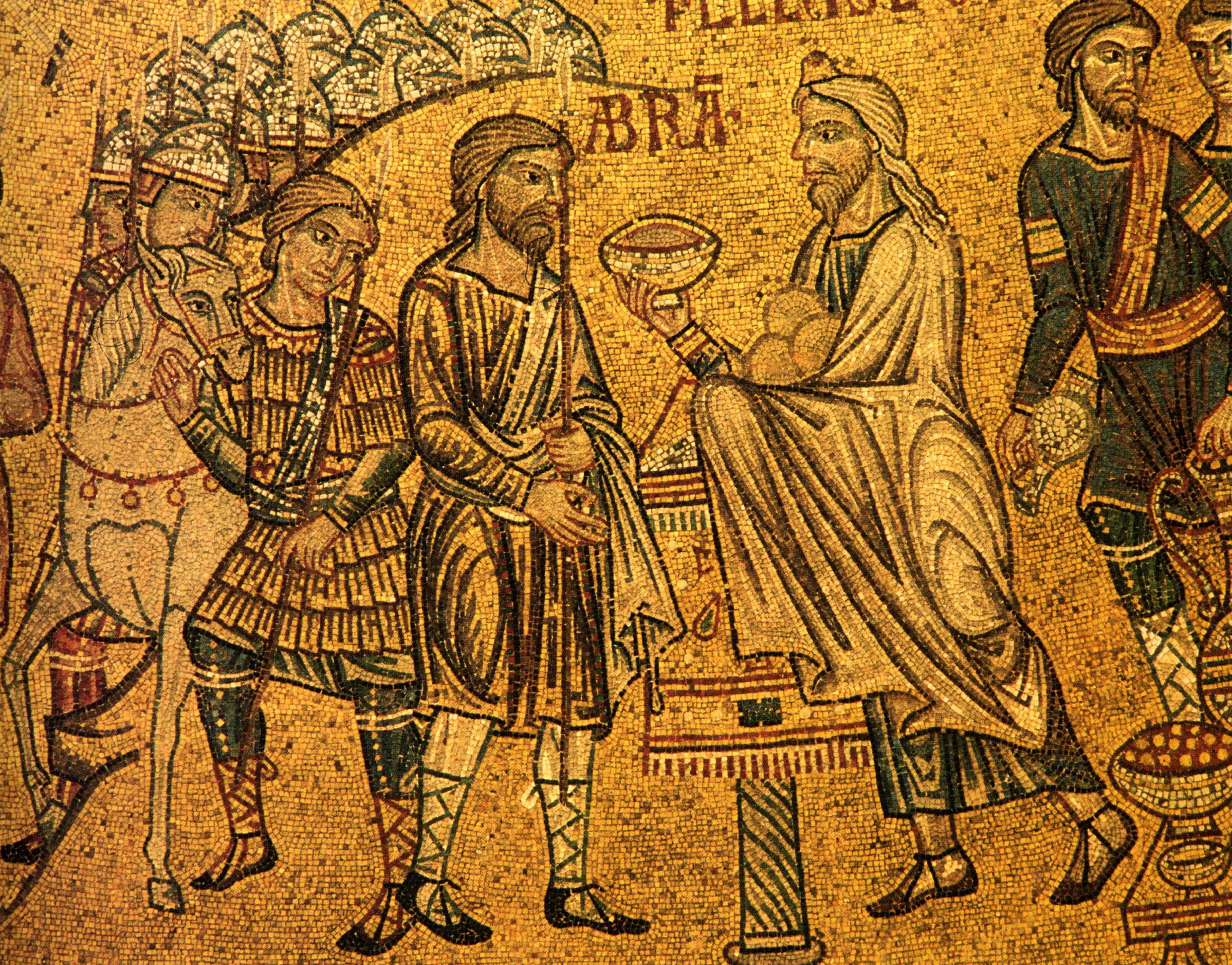
Abraham rencontre Melchisédech.

La docilité d'Abraham anticipe le thème de l'obéissance à la Loi qui, selon l'ordre des récits bibliques, sera révélée bien plus tard au Sinaï à Moïse. Ainsi, bien qu'il ne soit pas censé connaître la Loi, le texte de la Genèse fait plusieurs fois explicitement référence à son respect par Abraham. Gn 18,18-19 semble affirmer qu'Abraham a enseigné la loi à ses fils, tandis qu'en Gn 26,4-5 Dieu affirme à propos d'Abraham : « qu'il a écouté ma voix et qu'il a été fidèle à mes observances, mes ordres mes décrets et mes lois ». Abraham fait aussi certaines offrandes dans la forme de prescriptions rituelles données dans des passages du Lévitique ou du Deutéronome, il se fait circoncire ainsi que toute sa famille (Gn 17,23-27), il paie la dîme à Melkisédeq qui représente le futur sacerdoce de Jérusalem, etc. Néanmoins, tout n'a pas été harmonisé dans le texte, de sorte que certains récits montrent Abraham suivre des coutumes et avoir des comportements contraires aux normes religieuses du judaïsme plus tardif. Plus largement, rien dans le texte biblique ne montre ni ne suggère une opposition d'Abraham avec ses voisins pour des questions religieuses.

### Développements des traditions juives sur Abraham
En rapport à ces récits bibliques, dans le judaïsme, Abraham se présente d'abord comme le père du peuple juif. Il est le premier des trois pères fondateurs de ce peuple avec Isaac son fils et Jacob son petit-fils. Les noms de ces trois patriarches reviennent dans le livre de l'exode lorsque Dieu demande à Moïse de le présenter aux fils d'Israël comme « YHWH, le Dieu de vos pères, le Dieu d'Abraham, le Dieu d'Issac et le Dieu de Jacob ».
La Bible ne parle pas de la jeunesse d'Abraham et signale qu'il avait 75 ans lorsque débute le récit de sa vie. Au début du IIe siècle un écrit apocryphe L'apocalypse d'Abraham sera rédigé pour satisfaire la curiosité à ce sujet.
Les premiers développements de la tradition juive sur la figure d'Abraham sont présents dans la bible elle-même, notamment dans le Siracide rédigé en 180 avant notre ère. Hors des textes canoniques, Abraham a été l'objet de nombreux écrits. L'Apocryphe de la Genèse de Qumrân reprend et développe l'épisode biblique du séjour d'Abraham en Égypte. Par contraste avec le récit du livre de la Genèse qui présente une image d'un Abraham débrouillard et, à l'occasion, lâche et menteur, Abraham paraît ici irréprochable et édifiant. le Livre des Jubliés, le Midrash qui introduit la figure d'un Abraham se faisant héraut de la foi après sa conversion et s'employant à détruire les idoles. Dans les traditions rabbinique de la Mishna et du Talmud apparaît comme un « rabbin » qui aurait observé avec précision la Loi bien avant qu'elle soit donné par Dieu à Moïse. La tendance commune à ces traditions juives sur Abraham et de passer sous silence les aspects les moins édifiants de la vie d'Abraham telle qu'elle est racontée dans le livre de la Genèse pour renforcer l'idée, néanmoins présente elle aussi en Genèse, d'un Abraham modèle des croyants.

### Retour aux sources bibliques dans le christianisme

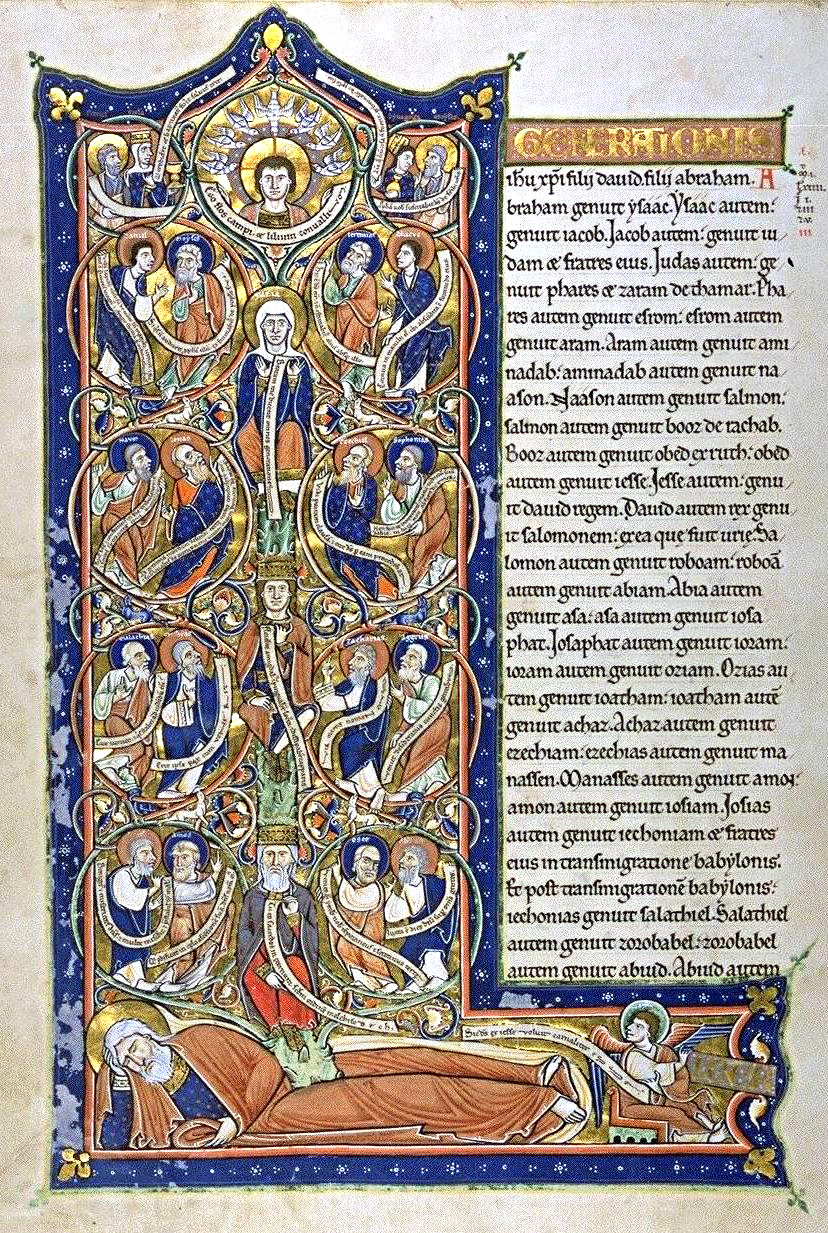
Arbre de Jessé, illustration pour le commencement de l'évangile selon Matthieu : « Généalogie de Jésus, fils de David, Fils d'Abraham. » (Mt 1,1)

Le christianisme prendra ses distances avec des développements des traditions juives sur Abraham, proposant une image d'Abraham fondée sur un « retour aux sources » bibliques, c'est-à-dire principalement à ce qui concerne Abraham dans le livre de la Genèse. Ce retour aux sources se fait néanmoins en fonction des débats impliquant la figure d'Abraham tels qu'ils se posaient dans le monde juif du Ier et du IIe siècle, période durant laquelle juifs et chrétiens se distingueront et où sont rédigés les textes du Nouveau Testament. La reprise du thème de la paternité d'Abraham se fait ainsi dans la polémique avec les juifs qui se considèrent comme les fils d'Abraham, et les textes du Nouveau Testament se prononcent clairement pour une descendance d'Abraham qui n'est pas seulement celle de la chair, mais d'un Abraham père des croyants, y compris de ceux qui ne sont pas du peuple juif. Paul parle d'Abraham comme d'un « père dans la foi », tandis que dans les évangiles Jésus « de ces pierres Dieu peut faire naître des fils à Abraham » (Mt 3,9 et Lc 3,8).
L'autre aspect important retenu dans le christianisme sur la figure d'Abraham est la considération d'un Abraham modèle des croyants. C'est à ce sujet que le christianisme effectue le plus clairement un retour aux sources, notamment avec les sections de la lettre aux Hébreux consacrées à la foi d'Abraham. L'exigence d'un culte du Dieu unique et l’opposition au culte des idoles dont il n'est fait aucune mention dans le livre de la Genèse est aussi totalement absente des considérations sur la foi d'Abraham dans le christianisme.
Le thème de la foi d'Abraham et des patriarches a été repris dans la lettre aux Hébreux : « C'est par la foi qu'obéissant à l'appel, Abraham partit pour un pays qu'il devait recevoir en héritage, et il partit sans savoir où il allait. C'est par la foi qu'il séjournera en Terre promise comme dans une terre étrangère, habitant sous des tentes, [...] car il espérait la cité dont Dieu est l'architecte et le bâtisseur » (He 11,8-10). Cette lettre donne aussi une définition de la foi considérée comme « la garantie de ce qu'on espère, la preuve des réalités qu'on ne voit pas » (He 11,1).

### Emprunts et innovations de l'islam
Dans l'islam, les traditions concernant Abraham empruntent beaucoup plus largement que le christianisme aux traditions juives post-bibliques. Cependant, elles sont aussi en rupture avec les traditions juives et chrétiennes dans la mesure où la Bible est révoquée par l'islam. L'Abraham des traditions islamiques acquiert ainsi une autonomie vis-à-vis du texte biblique, bien qu'elle en soit aussi une des sources, au point de contredire certains aspects du portrait qu'en donne le livre de la Genèse. Cette contradiction est assumée dans l'islam avec l'idée que les chrétiens et les juifs ont falsifié l'écriture tandis que le Coran est révélé pour rétablir la vérité.
Dans l'islam Abraham est avant tout considéré comme le modèle des croyants au point qu'il est le « prototype du musulman », à l'origine du hanifisme.
Du judaïsme, du christianisme et de l'islam, cette dernière religion est de loin celle qui accorde le plus d'importance à la figure d'Abraham et à sa religion, l'islam se présentant comme le rétablissement de la « religion d'Abraham ». Cette religion est conçue comme la stricte exigence du culte unique de Dieu. Comme dans le Livre des Jubilé et dans le Midrash, Abraham est considéré comme un destructeur d'idole, exigeant la foi monothéiste, et persécuté par les idolâtre à cause de cela. Un autre aspect important des traditions islamiques sur Abraham est la question de la filiation. Sur ce point le Coran reprend le récit biblique du sacrifice d'Isaac pour en proposer une version qui s'écarte sur de nombreux points du récit de la Genèse. Ce récit ne donne pas le nom d'Isaac, mais parle seulement du fils d'Abraham. Ce silence sera l'occasion de nombreux débats dans lequel des commentateurs identifieront ce fils à Ismaël, premier fils d'Abraham avec sa servante Agar selon le récit de la Genèse.

## Usages et métamorphoses de la religion d'Abraham dans l'histoire

### La religion d'Abraham comme préparation à la révélation
L'idée selon laquelle la religion d'Abraham était une forme de connaissance naturelle ou philosophique de Dieu, qui émerge en Abraham par son rapport au monde et non pas grâce à une révélation, et sans que cela ne se traduise encore par des prescriptions rituelles bien déterminées, est apparue dans l'Antiquité tardive. Cette religion vue comme préparatoire à l'accueil de la révélation de la Loi par Moïse, fut l'un des thèmes d'un prosélytisme juif à destination de la population hellénisée ou cultivée de l'Empire. Il s'agit en somme de faire valoir qu'une connaissance philosophique de Dieu, telle que celle des Grecs prépare à la conversion ou à l'accueil de la révélation, comme l'est la « religion d'Abraham » dans la Bible.
Le même thème prosélyte est employé par les chrétiens. Le passage des Actes des apôtres dans lequel Paul prêche aux athéniens en est l'une des attestations les plus claires.

### La religion d'Abraham dans la polémique anti-juive et anti-chrétienne de l'Antiquité tardive
Dans l'Antiquité tardive, la « religion d'Abraham » semble avoir été admise par Celse et a été clairement valorisée par Julien dans leurs écrits contre les juifs et les chrétiens. Ils mettaient ainsi en avant la religion d'Abraham comme n'appelant pas de surcroît une révélation par Moïse ou par Jésus-Christ. Au contraire, chez les juifs et les chrétiens l'abrahamisme correspond à des positions philosophiques qui cherchent à penser la religion d'Abraham comme une connaissance naturelle de Dieu antérieure à la révélation mais cohérente avec elle, avec une tendance à envisager la religion d'Abraham pour sa dimension préparatoire à la révélation. L'islam se présentera quant à lui comme le rétablissement de la religion pure et rationnelle d'Abraham.

### L'islam comme rétablissement de la religion d'Abraham

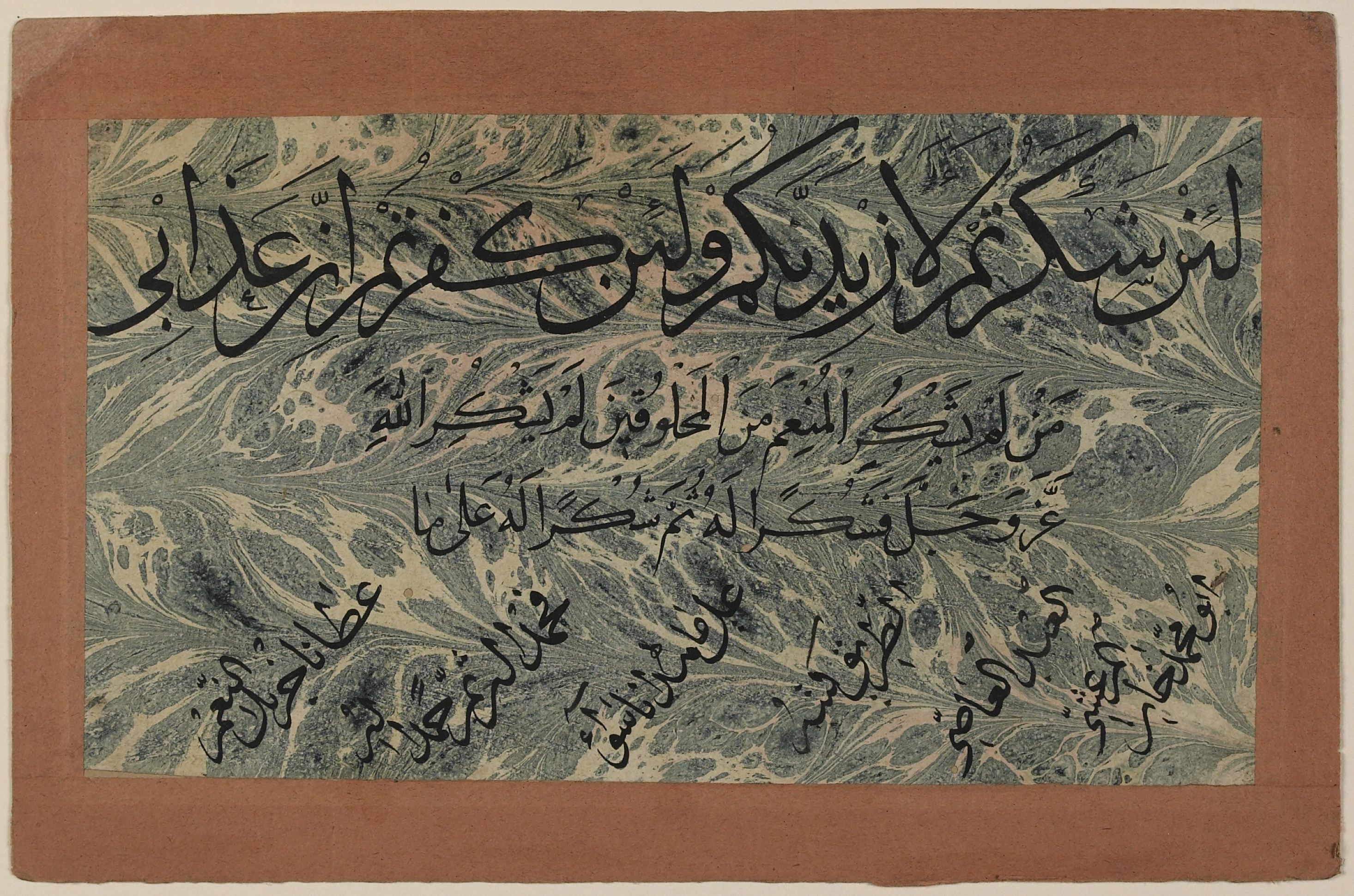
Calligraphie de la sourate 14, verset 7. La sourate 14 est traditionnellement appelée « Sourate Abraham ». Il y est mentionné au verset 38.

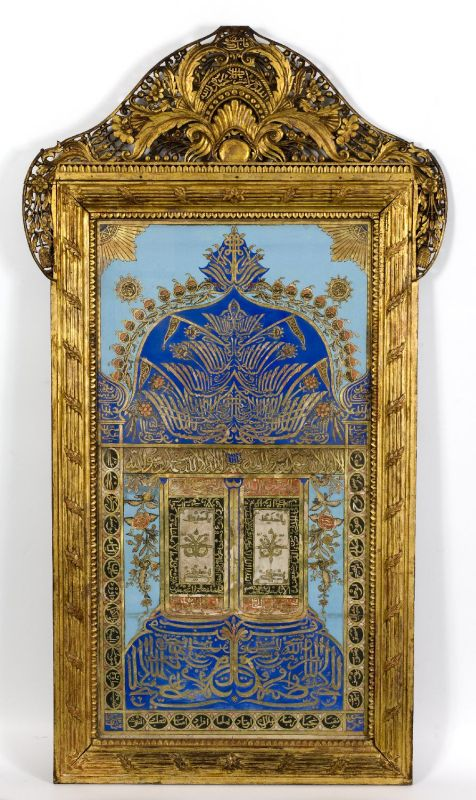
Panneau de mosquée avec les noms des prophètes de l'islam.

Dans le Coran, l'islam lui-même est désigné comme « la religion d'Abraham ». Abraham, Ibrâhim en arabe, est l'un des principaux prophètes évoqués par le Coran. Il fait partie de ceux qui sont envoyés successivement par Dieu pour restaurer les fondements du monothéisme originel et l'interdit de l'idolâtrie. Il vient donc après Noé qui avait lui-même accomplit cette mission. Cependant Abraham a une fonction spécifique : il est le modèle de la foi monothéiste. Celui dont le Coran dit : « suis la religion d'Abraham, monothéiste pur ; il n'était parmi les païens » (Sourate 16, 123). Ainsi, selon Pierre Lory, « Abraham représente un état de religion antérieur à la loi de Moïse et à la venue de Jésus, il ne peut en ce sens être revendiqué par aucune de ces deux confessions ». En ce sens, la troisième sourate déclare « Ô gens du livre, pourquoi discutez vous au sujet d'Abraham, alors que la Thora et l'évangile n'ont été révélés qu'après lui ? […] Abraham n'était ni juif ni chrétien ; il était monothéiste, soumis à Dieu, et il n'était pas un païen » (Sourate 3, v. 65 et 67).
Dans le Coran, Abraham est ainsi la figure d'un monothéisme supraconfessionel. Il renvoie à la possibilité de chacun de suivre la religion d'Abraham, mais aussi à la corruption que ce monothéisme a subi dans différentes religions et à sa restauration définitive par le don du Coran. L'islam se présente ainsi comme un retour à la soumission à Dieu, conformément à ce qu'était Abraham, le modèle des musulmans (c'est-à-dire, soumis à la volonté de Dieu). Il est opposé aux juifs et aux chrétiens qui n'auraient pas voulu répondre à son appel. Noé, Abraham et Jésus sont considérés comme des prophètes musulmans, de telle sorte que les vrais juifs et les vrais chrétiens sont les musulmans eux-mêmes. Parler de religions abrahamiques au pluriel est une pratique essentiellement chrétienne. D'un point de vue musulman, ces religions ne peuvent pas être considérées comme « religion d'Abraham », si elles ne sont pas l'islam.

### Abraham dans les mythes médiévaux detranslatio studiorum
Depuis les années 1930, on appelle translatio studiorum des idées sur l'origine et la transmission des savoirs dans l'histoire reflétées par quelques remarques que l'on trouve chez des auteurs de l'Antiquité et du Moyen Âge. Dans la littérature grecque antique on trouve notamment chez Hésiode et Diogène Laërce des indications selon lesquelles le savoir des Grecs leur était venu d'Égypte. Les latins, notamment Cicéron, ont exprimé des idées similaires, considérant que leurs savoirs leur venaient des Grecs, mais qu'il était désormais latin du fait de sa traduction et de son assimilation dans cette langue. À l'époque où les latins s'appropriaient ainsi les savoirs des Grecs, Flavius Josèphe a introduit parmi ces représentations de translatio studiorum, l'idée selon laquelle la philosophie grecque comme la connaissance reflétée par les textes bibliques, avaient l'une et l'autre pour origine un savoir acquis par Abraham au temps où il était en Égypte. Cette idée sera transmise aux auteurs médiévaux non seulement par les textes de Flavius Josèphe mais aussi d'Isidore de Séville qui considérait que le latin, le grec et l'hébreu avaient la même origine.
À la Renaissance un courant ésotérique qui sera qualifié d’hermétisme, se réfère la figure d'Hermès Trismégiste plutôt qu'à celle d'Abraham, pour justifier de l'origine antique et égyptienne d'un savoir lui-même ésotérique, en particulier l'alchimie.
D'autres mythes de translatio studiorum ont été formulés au Moyen Âge, qui n'incluent pas nécessairement la figure d'Abraham. C'est notamment le cas de ceux qui reprennent l'idée posée par Notker le Bègue dans sa Vie de Charlemagne. Pour décrire l'origine et les déplacements de la capitale des savoirs Notker s'est contenté de faire valoir trois lieux successifs : Athènes, Rome puis Paris. Par ailleurs, lorsque les mythes de translatio studiorum se réfèrent aux patriarches, la figure d'Abraham est parfois omise au profit de celle de Noé, ou bien même celle d'Adam. Le schéma historique sous-jacent à ces représentations, qu'elles impliquent ou non nommément Abraham, reste celui d'une époque historique où les savoirs furent acquis par l'humanité, époque qui selon les connaissances historiques d'alors était vue comme correspondant aux temps des patriarches décrit dans le livre de la Genèse. Même si elle était déjà discutée et soupçonnée au XVIIe siècle, cette vision de l'histoire reste celle qui fonde les considérations de Leibniz sur la connaissance naturelle de Dieu par les Chinois.

### Abraham dans les théories sur l'origine de la connaissance naturelle de Dieu et des religions auxXVIIesiècle
À l'époque de Leibniz, alors que les Européens découvrent la Chine, des récits de missionnaires alimentent la thèse d'une connaissance naturelle de Dieu par les Chinois. On discute de la question de savoir si le temps des patriarches n'aurait pas été une époque où la connaissance naturelle de Dieu, telle qu'on la trouve chez Abraham, se serait communiquée d'un bout à l'autre du monde.
- Jean Daniélou, Essais sur le mystère de l'histoire, 1953, p. 140

## Mouvements religieux cherchant à faire dialoguer les religions abrahamiques
André Chouraqui, Jacques Nantet, Si Hamza Boubakeur et le R. P. Riquet ont fondé en 1967 la Fraternité d'Abraham, qui recherche le dialogue entre les trois religions abrahamiques par l'organisation de rencontres, de cercles d'études, de congrès et de publications.
Pierre-Marie Delfieux a fondé en 1975 les Fraternités monastiques de Jérusalem avec un objectif de communion avec tous les fils d'Abraham, comme il l'affirme dans le Livre de vie de Jérusalem : 
« Veille à garder aussi en ton cœur un vrai souci de communion avec tous les fils d’Abraham, juifs et musulmans, qui sont comme toi des adorateurs de l’unique Dieu et pour qui Jérusalem est également une Ville sainte. »

#### Usuels
- Mohammad Ali Amir-Moezzi (dir.), Dictionnaire du Coran, Paris, Robert Laffont, coll. « Bouquins », 2009  (ISBN 978-2-221-09956-8)
- Geoffrey Wigoder (dir.), Dictionnaire encyclopédique du judaïsme, adaptation en français de l'Encyclopaedia Judaica sous la direction de Sylvie Anne Goldberg, Paris,  éd. Cerf/Robert Laffont, coll. « Bouquins », 2008  (ISBN 978-2-221-08099-3)

#### Études et essais
- Rémi Brague : La Sagesse du monde. Histoire de l'expérience humaine de l'univers. Paris, Biblio Essais, 2002  (ISBN 978-2253943228)
- Rémi Brague : Du Dieu des chrétiens et d'un ou deux autres, Paris, Flammarion, Essais, 2006  (ISBN 978-2-0812-3255-6)
- Joseph Doré (dir.) : Christianisme, judaïsme et islam, Fidélité et ouverture, Paris, Cerf, Coll. « Académie internationale des sciences religieuses »  (ISBN 2-204-06234-0)
- Claude Geffré : De Babel à la Pentecôte. Essais de théologie interreligieuse, Paris, Cerf, coll. « Cogitatio Fidei », 2006. En particulier chapitre VIII « Le rapport entre Écriture et Parole de Dieu dans les trois monothéismes », p. 153-163  (ISBN 2-204-08027-6)
- Pierre Gisel : Les monothéismes. Judaïsme, christianisme, islam, 145 propositions. Genève, Labor et Fides, 2006  (ISBN 2-8309-1183-0)
- Carlo Maria Martini : Abraham, notre père dans la foi, Saint-Maurice (Suisse), Ed. Saint-Augustin, 1994.
- Louis Massignon, Les Trois prières d'Abraham, père de tous les croyants, Paris, Éditions du Seuil, 1949 (nouvelle édition : Paris, Éditions du Cerf, 1997).
- Jean Louis Ska : Abraham et ses hôtes, Le patriarche et les croyants au Dieu unique. Paris, Lessius, 2003  (ISBN 2-87299-121-2)